# Everton Giovanella
Everton Giovanella (ur. 13 września 1970 w Caxias do Sul) – brazylijski piłkarz, występujący na pozycji pomocnika.
Zawodową karierę rozpoczął w małym klubiku CE Lajeadense. W 1993 roku rozegrał 12 spotkań w rodzimej ekstraklasie – był wówczas graczem SC Internacional. Przygodę z futbolem kontynuował w portugalskiej Primeira Lidze, gdzie bronił barw Estorilu Praia, FC Tirsense oraz stołecznych CF Os Belenenses – dla tych trzech klubów zdobył ogółem cztery gole w 63 występach ligowych.
Lwią część przygody z futbolem Everton związał z Hiszpanią. Od 1996 do 1999 roku grał w Salamance (w swoim pierwszym sezonie wywalczył z nią awans do Primera División; z klubem tym pożegnał się dwa lata później, tuż po spadku do Segunda División oraz przybyciu Grzegorza Mielcarskiego), ale największe sukcesy święcił z Celtą Vigo. Z ekipą tą był związany umową w latach 1999–2006. Podczas jego pobytu na Estadio Balaídos klub plasował się na czołowych lokatach w La Liga (najlepszym osiągnięciem było 4. miejsce w sezonie 2002/2003), w 2000 roku wygrał Puchar Intertoto, dwukrotnie grał w ćwierćfinale Pucharu UEFA (w sezonie 1999/2000 wyeliminowało go RC Lens, zaś w sezonie 2000/2001 – FC Barcelona), a raz w 1/8 finału Ligi Mistrzów (wyeliminowany przez Arsenal w sezonie 2003/2004). Od 2002 roku brazylijski pomocnik był już tylko rezerwowym. Kariera Giovanelli załamała się pod koniec roku 2004, gdy w organizmie zawodnika wykryto niedozwoloną substancję dopingującą, nandrolon. Wiele razy odwoływał się on od kary dwuletniej dyskwalifikacji (weszła w życie we wrześniu 2005 roku), ale apelacje nie przyniosły skutku. W zespole z Miasta Oliwnego rozegrał 128 spotkań we wszystkich rozgrywkach, zdobył jednego gola. W samej Primera División zgromadził zaś na swoim koncie w sumie 149 potyczek.
Po odbyciu zawieszenia wrócił do gry w piłkę nożną na zaledwie rok – jako gracz czwartoligowego wówczas Coruxo FC w 2008 zdecydował o zakończeniu kariery.